# Atwater (Californië)
Atwater is een plaats (city) in de Amerikaanse staat Californië, en valt bestuurlijk gezien onder Merced County. Atwater ligt langs de California State Route 49.

## Demografie
Bij de volkstelling in 2000 werd het aantal inwoners vastgesteld op 23.113.
In 2006 is het aantal inwoners door het United States Census Bureau geschat op 27.152, een stijging van 4039 (17,5%).

## Luchtvaartmuseum
In de plaats werd in 1981 het Castle Air luchtvaartmuseum geopend. Het is een groot museum met meer dan 50 vliegtuigen in de collectie vanaf de Tweede Wereldoorlog. Op het buitenterrein staan onder andere opgesteld een Lockheed SR-71 Blackbird, een B-52 Stratofortress en een Convair B-36J Peacemaker. In de gebouwen zijn diverse exposities met onder andere foto’s, uniformen, motoren en andere vliegtuig gerelateerde onderwerpen.

## Geografie
Volgens het United States Census Bureau beslaat de plaats een oppervlakte van
14,0 km², geheel bestaande uit land. Atwater ligt op ongeveer 48 m boven zeeniveau.

## Plaatsen in de nabije omgeving
De onderstaande figuur toont nabijgelegen plaatsen in een straal van 32 km rond Atwater.